# Lech (řeka)
Lech je řeka v Rakousku (Vorarlbersko, Tyrolsko) a v Německu (Bavorsko). Její celková délka je 248 km. Plocha povodí měří 4100 km².

## Průběh toku

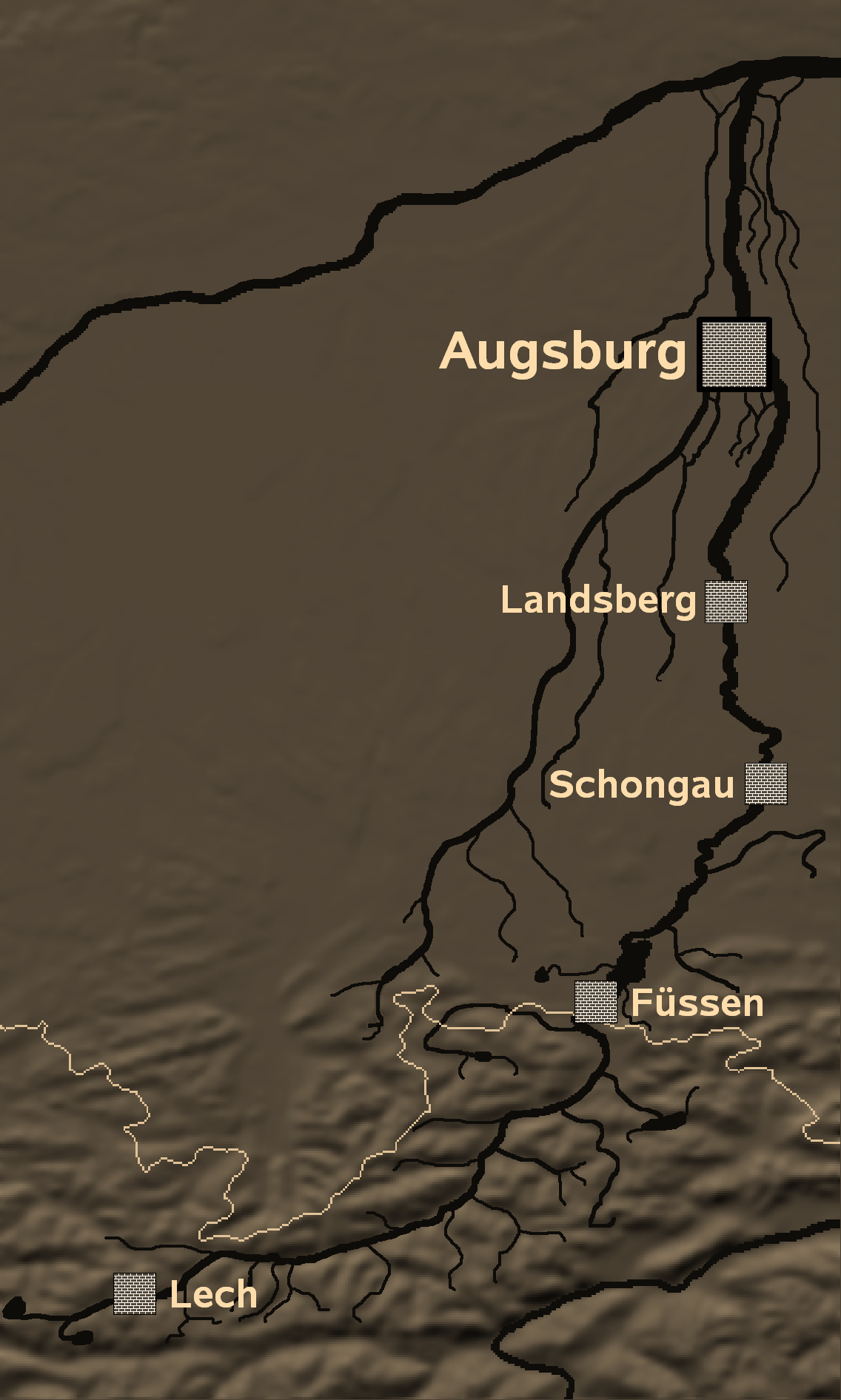
Lech (řeka)

Pramení na západních svazích Lechtalských Alp a na území Rakouska protéká převážně horami v úzké dolině. Na území Německu protíná Švábskobavorskou vysočinu. Ústí zprava do Dunaje.

## Vodní režim
Průměrný průtok vody na středním toku u města Landsberg činí 85 m³/s a v ústí přibližně 120 m³/s. V létě dochází k povodním.

## Využití
Řeka se využívá k získávání vodní energie a v Německu také k plavení dřeva. Leží na ní města Füssen, Schongau, Landsberg am Lech, Augsburg.

## Historie
10. srpna 955 jižně od Augsburgu vojsko východofranského krále Oty I. porazilo v bitvě na Lechu kočovné Maďary, kteří od začátku 10. století pustošili střední Evropu, a ukončilo jejich nájezdy.